# Schimbarea (H2O)
Schimbarea (T.O.: Metamorphosis) este primul episod din serialul australian H2O - Adaugă apă.

## Distribuția
- Emma Gilbert - Claire Holt
- Cleo Sertori - Phoebe Tonkin
- Zane Bennett - Burgees Abernethy
- Nate - Jamie Timony
- Rikki Chadwick - Cariba Heine
- Kim Sertori - Cleo Massey
- Lewis McCartney - Angus McLaren
- Wilfred - Ario Lang Sio

## Sinopsis
După ce adolecentele Cleo Sertori , Emma Gilbert și Rikki Chadwick se pierd pe mare și ajung într-o grotă antică, acestea descoperă că nu vor mai putea fi normale vreodată, fiind vrăjite în bazinul oceanic de sub conul vulcanului Insulei Mako- pe timp de Lună Plină. Fetele descoperă că, după 10 secunde de la contactul cu apa, se transforma în sirene. Prima care descoperă este Emma,care înota în ocean. Cleo descoperă că poate modela apa, iar Emma poate să o înghețe. Emma și Rikki acceptă aceste puteri, dar lui Cleo, căreia îi este frică de apă, nu-i convine deloc ideea.